# Бюлер, Йозеф
Йозеф Бюлер (нем. Josef Bühler; 16 февраля 1904, Бад-Вальдзе, Германия — 22 августа 1948, Краков, Польша) — немецкий государственный и политический деятель, нацистский военный преступник, секретарь и заместитель генерал-губернатора Ганса Франка.

## Ранние годы
Бюлер родился в католической семье из 12 детей. Его отец был пекарь. Он учился в школе-интернате и получил аттестат зрелости в 1922 году. Затем Бюлер изучал право в университетах Мюнхена, Киля, Берлина и Эрлангена. В 1930 году он получил степень доктора права и выдержал государственный экзамен. В том же году он поступил на работу в мюнхенскую юридическую фирму депутата рейхстага Ганса Франка, который регулярно защищал в суде интересы Адольфа Гитлера и нацистской партии. С этого времени он оказался тесно связан с Франком. 1 октября 1932 года, Бюлер был назначен судьей на испытательный срок в мюнхенский окружной суд.

## Нацистская карьера
В 1933 году Ганс Франк получил назначение министром юстиции Баварии. Согласно собственным показаниям на Нюрнбергском процессе, Бюлер 1 апреля 1933 года стал членом НСДАП и был назначен судьёй мюнхенского суда. В 1935 году он стал главным прокурором округа.
Вскоре после прихода нацистов к власти в Германии в конце января 1933 года, Ганс Франк 10 марта 1934 года был назначен на пост министра юстиции Баварии а Бюлер в качестве государственного прокурора стал главой его штаба. 1 апреля 1933 года Бюлер вступил в нацистскую партию, его партийный номер был 1.663.751. Он занял старшую позицию в Национал-социалистическом союзе юристов. Бюлер вступил в Академию германского права, созданную в 1933 году по инициативе Ганса Франка и вошёл в состав её президиума. Он писал статьи в журнал Академии.
В октябре 1934 года в ходе процесса Гляйхшальтунг, то есть захвата нацистами контроля над общественными и политическими процессами и передачи власти от земель центральному правительству Бюлер уехал из Баварии в Берлин, где стал прокурором в рейхсминистерстве юстиции. В 1935 году Бюлер занял пост старшего прокурора в мюнхенском Oberlandesgericht (Верховный суд региона). В 1938 году Ганс Франк, будучи министром без портфеля в кабинете Гитлера, назначил Бюлера своим советником (Ministerialrat). Однако в отличие от многих нацистских чиновников Бюлер никогда не состоял ни в SA ни в SS.
Вскоре после начала войны Бюлер был призван в германскую армию в августе 1933 года, но Франк в течение несколько дней договорился об отзыве Бюлера из армии. После вторжения нацистской Германии в Польшу в сентябре 1939 года Франк в конце октября 1939 года был назначен на пост генерал-губернатора оккупированной польской территории (генерал-губернаторства) и Бюлер поехал с ним в Кракау. 8 декабря 1939 года Бюлер занял пост главы канцелярии генерал-губернатора с рангом министерского директора (Ministerialdirektor) а в марте 1940 года был назначен на пост государственного секретаря генерал-губернаторства. После того как заместитель генерал-губернатора Артур Зейсс-Инкварт в мае 1940 года был назначен на пост рейхскомиссара Нидерландов Бюлер исполнял обязанности заместителя генерал-губернатора, с мая 1941 года на постоянной основе. Хотя формально должности заместителя генерал-губернатора не было, Бюлер в качестве государственного секретаря был первым заместителем Франка и представлял его во время его отутствия.
Он получил почётный чин бригадефюрера СС от рейхсфюрера СС Генриха Гиммлера.
Бюлер, как представитель генерал-губернаторства, присутствовал на конференции в Ванзее 20 января 1942 года, где обсуждался вопрос об окончательном решении «еврейского вопроса в сфере германского влияния в Европе». В протоколе заседания отмечено заявление Бюлера, что генерал-губернаторство приветствовало бы начало реализации «окончательного решения» на своей территории. Также Бюлер подчеркнул важность «как можно скорейшего решения еврейского вопроса в генерал-губернаторстве». Бюлер отметил, что «из двух с половиной миллионов евреев, о которых идет речь, большинство нетрудоспособны». Когда в 1961 году на суде в Израиле участнику конференции Адольфу Эйхману был поставлен вопрос что означает это заявление он ответил, что Бюлер дал понять, «что их следует убить».

## После разгрома Германии
18 января 1945 года Бюлер выехал из Кракова, на следующий день город заняли части Красной армии. 30 мая 1945 года Йозеф Бюлер был арестован американцами в городе Шробенхаузен и отправлен в Нюрнберг. 23 апреля 1946 года он дал показания в защиту Франка на Нюрнбергском трибунале. В своем заявлении Бюлер отрицал, что что-либо знает о Холокосте и пытался переложить всю ответственность за массовые убийства мирного населения на действия SS, в частности на рейхсфюрера SS Генриха Гиммлера и обергруппенфюрера SS Фридриха Крюгера, занимавшего пост главы полиции и SS в генерал-губернаторстве. 
25 мая 1946 года Йозеф Бюлер был передан советской стороне и вскоре экстрадирован в Польшу, где предстал перед Верховным национальным трибуналом Польши за преступления, совершённые против человечества, мира и военные преступления. Суд над ним начался 17 июня 1948 года, а уже 10 июля 1948 года Йозеф Бюлер был признан виновным по всем предъявленным обвинениям и приговорён к смертной казни с конфискацией имущества. Сам Бюлер, его адвокат а также жена и кардинал Михаэль фон Фаульхабер подавали прошения о помиловании, в различные инстанции, но все они были отклонены президентом Польской народной республики Болеславом Берутом. В ночь с 21 на 22 августа 1948 года Йозеф Бюлер был казнён через повешение в тюрьме Монтелюпих в Кракове. Польские власти объявили о его казни в тот же день; а на следующий день сообщение об этом появилось в газете «New York Times».

## В культуре
Бюлер является одним из главных персонажей романа на тему альтернативной истории «Фатерлянд» Роберта Харриса. По сюжету романа в ходе Второй Мировой войны нацистская Германия нанесла поражение Советскому Союзу. Бюлер продолжил службу в генерал-губернаторстве но в 1951 году потерял стопу в ходе покушения польских подпольщиков, оставил службу и проживая на вилле ничего не делал. В апреле 1964 года Бюлер был устранён руками Одило Глобочника при попытке скрыть все следы «окончательного решения еврейского вопроса» перед визитом в Германию президента Джозефа Кеннеди. Тело Бюлера было найдено в озере Хавель главным героем Ксавьером Маршем, что побудило его начать собственное расследование.
- В германском телефильме 1984 года «Ванзейская конференция» о конференции в Ванзее роль Бюлера исполнил актёр Рейхард Глемниц.
- В фильме 2001 года «Заговор» канала ВВС/HBO о конференции в Ванзее роль Бюлера исполнил британский актёр Бен Дэниэлс.
- В германском фильме 2022 года «Ванзейская конференция» о конференции в Ванзее роль Бюлера исполнил актёр Саша Нэйтан.